# Ministerium Kielmansegg

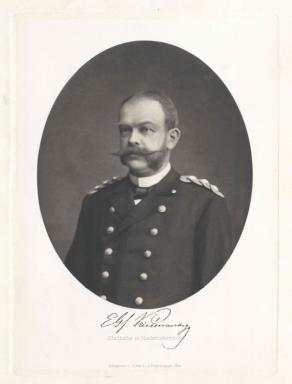
Erich von Kielmansegg war zwischen Juni und September 1895 Ministerpräsident Altösterreichs

Das Ministerium Kielmansegg wurde am 19. Juni 1895 von Ministerpräsident Erich von Kielmansegg in Cisleithanien gebildet, eine vor allem im Beamtentum und bei Juristen gebräuchliche inoffizielle Bezeichnung für den nördlichen und westlichen Teil Österreich-Ungarns. Es löste das Ministerium Windisch-Grätz ab und blieb bis zum 30. September 1895 im Amt. Daraufhin folgte das Ministerium Badeni.
Der Außenminister, der Kriegsminister und der gemeinsame Finanzminister gehörten diesem Kabinett nicht an. Siehe k.u.k. gemeinsame Ministerien.

## Minister
Dem Ministerium gehörten folgende Minister an:
| Amt                             | Amtsinhaber                      | Beginn der Amtszeit | Ende der Amtszeit  |
| ------------------------------- | -------------------------------- | ------------------- | ------------------ |
| Ministerpräsident               | Erich von Kielmansegg            | 19. Juni 1895       | 30. September 1895 |
| Ackerbauminister                | Ferdinand von Blumfeld           | 19. Juni 1895       | 30. September 1895 |
| Handelsminister                 | Heinrich von Wittek (beauftragt) | 19. Juni 1895       | 30. September 1895 |
| Kultus- und Unterrichtsminister | Edward Rittner (beauftragt)      | 19. Juni 1895       | 30. September 1895 |
| Finanzminister                  | Eugen Böhm von Bawerk            | 19. Juni 1895       | 30. September 1895 |
| Innenminister                   | Erich von Kielmansegg            | 19. Juni 1895       | 30. September 1895 |
| Justizminister                  | Karl Krall von Krallenberg       | 19. Juni 1895       | 30. September 1895 |
| Minister für Landesverteidigung | Zeno Welser von Welsersheimb     | 19. Juni 1895       | 30. September 1895 |
| Minister ohne Geschäftsbereich  | Apolinary Jaworski               | 19. Juni 1895       | 30. September 1895 |